# میخائیل اولیانف
میخائیل الکساندرویچ اولیانُف (روسی: Михаи́л Алекса́ндрович Улья́нов؛ ‏ ۲۰ نوامبر ۱۹۲۷ – ۲۶ مارس ۲۰۰۷) بازیگر، کارگردان نمایش و کارگردان فیلم مشهور اهل اتحاد جماهیر شوروی بود.
از فیلم‌ها یا برنامه‌های تلویزیونی که وی در آن نقش داشته‌است، می‌توان به سربازان آزادی، تم، برادران کارامازوف، مرشد و مارگاریتا، رئیس و استالینگراد اشاره کرد.
وی همچنین برندهٔ جوایزی همچون جایزه نیکا، جایزه هنرمند مردمی اتحاد جماهیر شوروی، جایزه دولتی اتحاد شوروی، هنرمند مردمی جمهوری شوروی فدراتیو سوسیالیستی روسیه، نشان انقلاب اکتبر، نقاب زرین، جایزه لنین، و نشان لنین شده‌است.